# Stepne, Berîslav
Stepne (în ucraineană Степне) este localitatea de reședință a comunei Stepne din raionul Berîslav, regiunea Herson, Ucraina.

## Demografie
Componența lingvistică a localității Stepne
     Ucraineană (93,06%)
     Rusă (6,53%)
     Alte limbi (0,41%)
Conform recensământului din 2001, majoritatea populației localității Stepne era vorbitoare de ucraineană (93,06%), existând în minoritate și vorbitori de rusă (6,53%).